# Pavel Batov
Vous pouvez aider à l'améliorer ou bien discuter des problèmes sur sa page de discussion.
- Il ne cite pas suffisamment ses sources. Vous pouvez indiquer les passages à sourcer avec {{référence nécessaire}} ou {{Référence souhaitée}}, et inclure les références utiles en les liant aux notes de bas de page. (Marqué depuis avril 2024)
- Certaines informations devraient être mieux reliées aux sources mentionnées dans la bibliographie ou les liens externes. Améliorez sa vérifiabilité en les associant par des références. (Marqué depuis avril 2024)

- Archive Wikiwix
- Bing
- Cairn
- DuckDuckGo
- E. Universalis
- Gallica
- Google
- G. Books
- G. News
- G. Scholar
- Persée
- Qwant
- (zh) Baidu
- (ru) Yandex
- (wd) trouver des œuvres sur Wikidata

Pavel Ivanovitch Batov (en russe : Па́вел Ива́нович Ба́тов), né le 1er juin 1897 et le 19 avril 1985, est un militaire russe, puis soviétique. Il a reçu deux fois le titre de héros de l'Union soviétique.

## Biographie

### Première Guerre mondiale
Il s’enrôle en 1915 dans l'armée tsariste, il sert dans le troisième régiment d'infanterie de la Garde impériale. Il participe à de nombreux engagements sur le front de l'Est et reçoit deux fois la Croix de St-Georges, revenu de blessure, il est envoyé dans une école de Petrograd.

### Guerre civile
Après la révolution d'Octobre, en 1917, il sert dans l'Armée rouge et suit les cours de l'Académie militaire Frounze par correspondance.

### Guerre d'Espagne

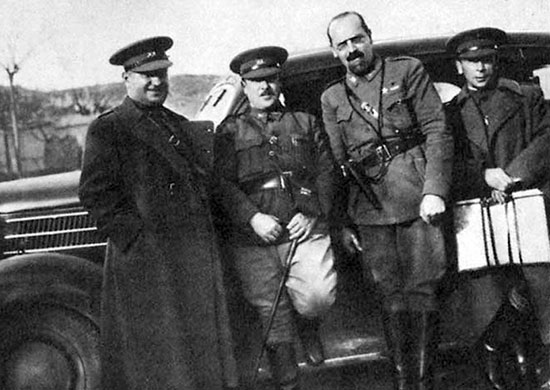
Avec Máté Zalka, Ferdinand Kozovski et Luigi Longo.

Il est envoyé à la guerre d'Espagne, il devient Fritz Pablo et conseiller de Máté Zalka à la XIIe Brigade internationale. Blessé à la bataille de Teruel, il gagne une médaille de l'ordre de Lénine et de l'ordre du Drapeau rouge. Il combat ensuite avec Alexandre Rodimtsev à la bataille de Guadalajara et à la bataille du Jarama.

### Seconde Guerre mondiale
Revenu en décembre 1937, il fait partie des troupes lors de l'occupation de la Pologne pendant la Seconde Guerre mondiale, puis envoyé en Carélie, il participe à la guerre d'Hiver à la tête du 3e corps de fusiliers. Il est décoré une seconde fois de l'ordre de Lénine.

### L'après-guerre
Après la Seconde Guerre mondiale, il est nommé à de nombreux postes de commandement et prit part à la répression de l'insurrection de Budapest en 1956.